# Полевое (Актюбинская область)
Полевое́ (каз. Полевое) — бывшее село в Актюбинской области Казахстана. Находилось в подчинении городской администрации Актобе. Входило в состав Саздинского сельского округа. Исключено из учётных данных в 1990-е годы.

## Население
В 1989 году население села составляло 134 человека. Национальный состав: русские — 50 %, казахи — 26 %.